# Silvano Carroli
Silvano Carroli (Venezia, 22 febbraio 1939 – Lucca, 4 aprile 2020) è stato un baritono italiano.

## Biografia
Orfano di padre a soli sei anni, prese a frequentare l'oratorio della Basilica di San Marco, ma esigenze familiari lo costrinsero a sospendere per diverso tempo lo studio della musica. Solo dopo essersi fidanzato con la sua futura moglie decise di intraprendere la carriera di cantante lirico.
Studiò col maestro Marcello Del Monaco e si perfezionò in seguito con Mario Del Monaco. Successivamente fu ammesso alla scuola di formazione del Teatro La Fenice di Venezia, sotto la guida dei maestri Mario Labroca, Francesco Siciliani e Floris Ammannati, debuttandovi nel 1963 come Marcello ne La bohème di Giacomo Puccini, accanto a Mirella Freni e Giacomo Aragall, con la regia di Franco Zeffirelli.
Già dal 1966 iniziò ad affrontare i più impegnativi ruoli del repertorio. Di Verdi interpretò Ezio nell'Attila, Jago in Otello, Renato in Un ballo in maschera, Don Carlo ne La forza del destino, Monforte ne I vespri siciliani, Giorgio Germont ne La traviata, Simon Boccanegra, Macbeth, Nabucodonosor in Nabucco, Roger in Jérusalem, Pagano ne I Lombardi alla prima crociata, Amonasro in Aida.
Di altri autori, Jack Rance ne La fanciulla del West, Michele ne Il tabarro, Scarpia nella Tosca, Alfio nella Cavalleria rusticana, Barnaba ne La Gioconda, Tonio nei Pagliacci, Gianciotto in Francesca da Rimini, Enrico nella Lucia di Lammermoor, Il Duca D'Alba, il Gran Sacerdote del Samson et Dalila.
Cantò con molti illustri colleghi, tra cui Boris Christoff, Mario Del Monaco, Magda Olivero, Carlo Bergonzi, Cesare Siepi, Raina Kabaivanska, Ghena Dimitrova, Montserrat Caballé, Maria Dragoni, Plácido Domingo, Luciano Pavarotti, José Carreras, Nicolai Ghiaurov, e sotto la guida di celebri direttori, come James Levine, Carlos Kleiber, Zubin Mehta, Peter Maag, Wolfgang Sawallisch, Franco Capuana, Francesco Molinari Pradelli, Giuseppe Sinopoli, Bruno Bartoletti, Claudio Abbado.
Nell'agosto 2007 all'Arena di Verona aggiunse con successo alle interpretazioni da baritono quella come basso nel ruolo verdiano di Zaccaria (esistono alcune registrazioni live dove canta anche nel registro di tenore).
Il 2008 lo vide protagonista in due produzioni della Fanciulla del west: a Roma e al Convent Garden (con Josè Cura e la direzione di Antonio Pappano). In questa occasione il prestigioso Times elogiò Carroli come star della serata, per il suo Jack Rance reso con voce freschissima e un carisma coinvolgente, senza alcun segno di declino rispetto a 30 anni prima. Nel 2009 fu Scarpia a Tel Aviv, sotto la bacchetta di Daniel Oren; molti critici hanno paragonato la sua interpretazione a quella di Tito Gobbi ed Ettore Bastianini. Nello stesso anno fu anche Amonasro a Verona
Pur continuando l'attività artistica, Carroli si dedicò anche all'insegnamento come titolare della cattedra di canto presso la scuola per tenori della Fondazione Del Monaco.

## Repertorio
- Georges Bizet
  - Carmen (Escamillo)
- Alfredo Catalani
  - La Wally (Gellner)
- Gaetano Donizetti
  - Lucia di Lammermoor (Lord Enrico Asthon)
  - Il Duca d'Alba (Duca d'Alba)
- Umberto Giordano
  - Andrea Chénier (Carlo Gérard)
- Charles Gounod
  - Faust (Mephistopheles)
- Ruggero Leoncavallo
  - Pagliacci (Prologo, Tonio)
- Gian Francesco Malipiero
  - Le metamorfosi di Bonaventura (Don Toribio)
  - Don Giovanni (Don Carlos)
- Pietro Mascagni
  - Cavalleria rusticana (Compar Alfio)
  - Isabeau (Re Raimondo)
- Giacomo Meyerbeer
  - L'Africana (Nelusko)
- Wolfgang Amadeus Mozart
  - Don Giovanni (Don Giovanni)
- Amilcare Ponchielli
  - La Gioconda (Barnaba)
- Giacomo Puccini
  - La bohème (Marcello)
  - Tosca (Il barone Scarpia)
  - Madama Butterfly (Sharpless)
  - La fanciulla del West (Jack Rance)
  - Il tabarro (Michele)
  - Gianni Schicchi (Gianni Schicchi)
- Gioachino Rossini
  - Moïse et Pharaon (Faraone)
- Camille Saint-Saëns
  - Samson et Dalila (Il sommo sacerdote di Dagone)
- Giuseppe Verdi
  - Nabucco (Nabucodonosor, Zaccaria)
  - I Lombardi alla prima crociata (Pagano)
  - Attila (Ezio)
  - Macbeth (Macbeth)
  - Jérusalem (Roger)
  - Il corsaro (Seid)
  - Rigoletto (Rigoletto)
  - Il trovatore (Il Conte di Luna)
  - La traviata (Giorgio Germont)
  - I vespri siciliani (Guido di Monforte)
  - Simon Boccanegra (Simon Boccanegra)
  - Un ballo in maschera (Renato)
  - La forza del destino (Don Carlo di Vargas)
  - Aida (Amonasro)
  - Otello (Jago)
- Richard Wagner
  - Lohengrin (Federico di Telramondo)
- Riccardo Zandonai
  - Francesca da Rimini (Gianciotto)

## Incisioni
Audio
- Catalani - La Wally - Olivero, Carroli, Zambon - Live 1972
- Donizetti - Lucia di Lammermoor - Mazzola, Morino, Carroli - Live Napoli 1989
- Mascagni - Cavalleria Rusticana - Domingo, Carroli - Arena di Verona - Live 1977
- Mascagni - Cavalleria Rusticana - Lamberti, Jones, Carroli - Live 1987 Munich
- Mascagni - Cossotto, Martinucci, Carroli Santi Verona 1987
- Mascagni - Carroli, Berini, Vanzo Suzan Marseille 1976
- Mascagni - Casolla, Johansson, Carroli Gavazzeni Firenze 1991
- Puccini - La Fanciulla del West - Dimitrova, Bonisolli, Carroli Sinopoli Berlin 1982
- Puccini - La Fanciulla del West - Dessì, Armiliato, Carroli - Live Roma 2008
- Puccini - La Fanciulla del West - Carroli Westbroek Cura Pappano London 2009
- Puccini - La Fanciulla del West - Carroli MJ Johnson Frusoni Latham Koenig Caracalla 1988
- Puccini - La Fanciulla del West - Carroli S Larson, Popov Arena Verona 1986
- Puccini - Tosca - Caballé, Todisco, Carroli - Live 1983
- Puccini - Tosca - Miricioiu, G. Lamberti, Carroli - Alexander Rahbari - Live Studio Naxos
- Puccini - Tosca - Carroli, Casolla Todisco Oren Verona 1989
- Puccini - Tosca - Carroli, He, A. Richards Oren Verona 2006
- Puccini - Tosca - Carroli, Cedolins, Martinucci Lynn-Wilson Verona
- Verdi - Aida - Giacomini, Carroli - Live Caracalla Roma
- Verdi - Aida - Giuliacci, Carroli - Oren - Live Roma 2009
- Verdi - Aida - Borin, Hui He, Carroli - Oren - Live Arena di Verona 2009
- Verdi - Aida - Nizza, Cornetti, Giuliacci, Spotti Oren Verona 2006
- Verdi - La forza del Destino - Caballé, Carroli - Live 1982
- Verdi - Macbeth - Carroli, Martinucci - Live
- Verdi - Otello - Domingo, Tomowa-Sintow, Carroli - Kleiber - Live Tokio 1981
- Verdi - Un ballo in maschera - Pavarotti, Caballé, Carroli - live 1982 San Francisco
- Verdi - Un ballo in maschera - Chiara, Carroli, Gilmore, Ferrarini, Lima Kuhn Verona 1984
- Verdi - Attila - Chiara, Giaiotti, Carroli, Malagnini Santi Verona 1986
- Verdi - Attila - Zampieri, Carroli, Ghiuselev, Beccaria Masini Napoli 1987
- Verdi - Attila - Cruz-Romo, Carroli, Ghiaurov, Luchetti Bartoletti Chicago 1981
- Meyerbeer - L'Africaine - Carroli, Bumbry Domingo Atherton London 1981
- Meyerbeer - L'Africaine - Carroli, Bumbry Bonisolli Atherton London 1981
- Giordano - Andrea Chenier - Carroli, Ligabue Vickers Rescigno Dallas 1973
- Donizetti - Il Duca D'Alba - Carroli, Krilovici Garaventa De Fabritiis Bruxelles 1979
- Ponchielli - Gioconda - Carroli Casolla Cossotto Pecile Beccaria Verducci Renzetti Verona 1988
- Ponchielli - Gioconda - Carroli Casolla V.Cortez Beccaria Gioaiotti Renzetti Verona 1988
- Verdi - Il Trovatore - Carroli S.Dunn Zajick Bonisolli Skinner Meltzer San Francisco 1986
- Verdi - Nabucco - Carroli Dimitrova Nesterenko Ysas Ruiz Gandolfi Barcelona 1984
- Verdi - Nabucco - Carroli Roark-Strummer, Nesterenko Jjori Todisco Oren Verona 1988
- Verdi - Nabucco - Carroli Roark Strummer Nesterenko Schiatti Tieppo Oren Verona 1988
- Verdi - Nabucco - Carroli Vejzovic Jankovic Storojev Todisco Gandolfi Caracalla 1985
- Verdi - Nabucco - Carroli Gulegina Surguladse Nucci (Carroli canta il ruolo di Zaccaria) Borin Oren Verona 2008
- Verdi - Nabucco - Carroli Roark-Strummer Nesterenko Patti Tieppo Tolomelli Verona 1988
- Rossini - Mosè - Carroli Casapietra Casoni Limarilli Siepi Gavazzeni Firenze 1974
- Saint-Saëns - Sansone e Dalila - Carroli Cossotto Vinco Maag Verona 1974(in Italiano)
- Saint-Saëns - Sansone e Dalila - Carroli Baltsa Domingo C.Davis London 1995
- Mascagni - Isabeau - Carroli Pobbe Zannini Ferraro Mazzini Rapallo Napoli 1972
- Verdi - Rigoletto - Carroli Ferrarini Meneghelli Sempere Luperi Santi Verona 1988
- Verdi - Rigoletto - Carroli Ferrarini Schiatti Sempere Luperi Santi Verona 1988
- Verdi - Jerusalem - Carroli Gasdia Luchetti Renzetti Paris 1984
- Wagner - Lohengrin - Carroli Ricciarelli Berini Cava Zecchillo Bartoletti Venezia 1973 (In Italiano)
- Leoncavallo - Pagliacci - Carroli Kabaivanska Vickers L.Carlson Rescigno Dallas 1972
- Verdi - Forza del Destino - Carroli Ross, Vighi, Limarilli, Vinco,M.Basiola jr Rossi Venezia 1966
- Verdi - Otello - Carroli Domingo M.Price C.Kleiber London 1981
- Verdi - Otello - Carroli Ricciarelli, Cossutta Guadagno Cyprus 1996
- Verdi - Otello - Carroli Tomowa-Sintow, Domingo C.Kleiber La Scala a Tokio 1980
- Album - The very best of Puccini - Gauci, Carroli, Orgonasova, G.Lamberti, Miricioiu - CD Naxos

DVD
- Bizet - Carmen - Obraztsova, Ferrarini, Carreras Delacote Barcelona 1983
- Verdi - Attila - Chiara, Giaiotti, Luchetti Santi Verona 1986
- Verdi - Attila - Chiara, Ghiuselev, Luchetti Santi Torino 1983
- Puccini - Gianni Schicchi - Carroli - Teatro Filarmonico Verona
- Puccini - Il Tabarro - Domingo, Carroli - Madrid Live 1982
- Puccini - La Fanciulla del West - Dimitrova, Domingo - Live
- Puccini - La Fanciulla del West - Neblett, Domingo, Carroli - Santi - Royal Opera House di Londra
- Verdi - Aida - Giacomini, Carroli - Arena di Verona
- Verdi - Aida - Sweet, Zajick, Scuderi, Giaiotti Steinberg Verona 1990
- Verdi - Aida - Chiara, Baglioni, Cecchele, Vinco Renzetti Luxor 1987
- Verdi - Attila - Nesterenko, Chiara, Carroli, Luchetti - Santi - Arena di Verona 1985
- Verdi - I Lombardi alla Prima Crociata - Carreras, Dimitrova, Carroli - Gavazzeni - Teatro la Scala
- Verdi - Otello - Carroli Lorengar Domingo Navarro Madrid 1985
- Verdi - Rigoletto - Carroli - Arena di Verona 1991
- Gounod - Faust - Carroli, Aragall, Dessì, Sardinero - Lombard - Teatro Comunale Bologna 1985
- Zandonai - Francesca da Rimini - Cura, Carroli, Kabaivanska - Teatro Massimo di Palermo 1995
- Zandonai - Francesca da Rimini - Nizza, Michailov, Carroli - Teatro dell'Opera di Roma 2003
- Verdi - Nabucco - Carroli Roark-Strummer Nesterenko Patti Tieppo Tolomelli Verona 1988
- Verdi - Jerusalem - Carroli Gasdia Luchetti Renzetti Paris 1984
- Verdi - Forza del Destino - Carroli Caballe, Mattiucci, Mauro, Plishka, Bacquier Gomez-Martinez Orange 1982
- Verdi - Otello - Carroli Tomowa-Sintow, Domingo C.Kleiber La Scala a Tokio 1980